# Lampa Preta
Lampa Preta es un cultivar de higuera tipo San Pedro Ficus carica de Figos Lampos (brevas),  de maduración muy temprana, también produce higos pero para cuajarlos y madurarlos deben de ser fertilizados por el polen de un cabrahigo. Se cultivan en zonas carentes de heladas en el Algarve (Portugal) y en el municipio de Barcarrota (Badajoz).

## Sinonimias
- „Lampaga“,
- „Tiberio“,
- „Pacueca“,
- „Villalba“,
- „Lampeira“,[4]

## Historia
Dentro de la Unión Europea, España es, junto a Grecia y Portugal, el mayor productor de higos.
El cultivo extensivo de las higueras era tradicional en Portugal, especialmente en las regiones del Algarve, Moura, Torres Novas y Mirandela. Se cosechaban los llamados figos vindimos, que tenían como destino el mercado de los higos secos, para el consumo humano o industrial, pero también para la alimentación de los animales.
Era un higueral de baja densidad, entre 100 y 150 higueras por hectárea, con árboles de gran porte, baja productividad y mucha mano de obra. Todo esto, unido a la fuerte competencia de los higos provenientes del norte de África y Turquía, provocó un progresivo abandono de este cultivo.
Hoy día se está recuperando, pero orientada la producción para su consumo en fresco, imponiéndose variedades más productivas adaptadas a las exigencias y gustos del mercado, aumentando las densidades de plantación e incluso aportando la posibilidad de riego. La producción de higos para el mercado de fruta fresca tiene dos épocas distintas de producción. Una en mayo, junio y julio, que es la época de los figos lampos (brevas); y otra en agosto y septiembre, hasta las primeras lluvias, que es la época de los figos vindimos (higos).
Según las estadísticas agrícolas del año 2013 (INE), la productividad de este cultivo fue cerca de 0,665 t /ha, con una producción nacional en Portugal de 2.882 toneladas y un área de cultivo 
4.332 ha, siendo necesario importar higos para responder a la demanda en el mercado nacional.
Portugal tiene las mejores condiciones de suelo y clima para la producción de higos, y en Europa es el primer país en cosechar brevas (Figos Lampos), y en ponerlos en el mercado para el consumo en fresco.

## Características
La higuera 'Lampa Preta' es una variedad bífera, variedad tipo San Pedro de figos lampos que se cultiva principalmente para la producción de brevas. Las brevas maduran en la tercera decena de junio y siendo necesaria la caprificación (puesta en contacto con polen de la variedad silvestre de cabrahigo) para la producción de higos.
Los higos 'Lampa Preta' tienen forma ovalada, su piel es fina, elástica y muy brillante, de color verde-marrón. Son densos, firmes y flexibles.
El receptáculo es delgado, de color verde pálido, la pulpa es carnosa, color rojo intenso con muchas semillas finas y beige.
La olor es elegante, ligeramente intenso con notas vegetales y afrutadas.

## Cultivo
Se trata de una variedad muy adaptada al cultivo de secano, con excelente producción de brevas de buen tamaño y características que la hacen comercialmente muy atractiva para consumo en fresco.
La producción de 'Lampa Preta' solo es viable en regiones donde no haya heladas tardías (tal es el caso del Algarve en Portugal),
Es muy cultivado en la vecina Extremadura en el municipio de Barcarrota, aquí conocida como 'Tiberio' o 'Lampaga', cultivado desde hace varias generaciones y donde desde el 13 de abril de 2018, se ha aprobado por la Oficina Española de Patentes y Marcas la Marca de Garantía ‘Higo de Tibera Barcarrota’, que ya engloba a las variedades más presentes, productivas y significativas de la localidad de Barcarrota (Badajoz).
La variedad 'Tiberio' se cultiva en la provincia de Alicante con fines de estudio y la mejora de sus características mediante hibridaciones. Esta variedad ha sido seleccionada por la « Estación Experimental Agraria de Elche » entre otras muchas de las variedades de higos negros de la Comunidad Valenciana para su cultivo de forma comercial intensiva, ya que es  vigorosa y se adapta bien en los cultivos intensivos, aparte de sus buenas cualidades gustativas y productividad.